# La Liga
Liga de Fútbol Profesional, obično poznatija po imenu Primera División ili La Liga ili LaLiga EA Sports, nogometna je liga u Španjolskoj.
Devet klubova su okrunjeni titulom Campeones de Liga. Od 1950-ih godina, Real Madrid, Barcelona su dominirali natjecanjem. Real je bio prvsk 36 puta. a Barcelona 28 puta. Međutim, tijekom 1930-ih, 1940-ih te u novije doba, Primera División je konkurentnija s drugim momčadima uključujući momčadi poput Valencije, Atlético Madrida, Seville, Deportivo La Coruñe, Athletic Bilbaoa, Real Sociedada i Real Betisa. 
Pored ostalih momčadi u Primera División, Real Madrid, Barcelona i Valencija su tri najuspješnije momčadi u europskim natjecanjima. Sva tri kluba su jedini španjolski klubovi koji su osvojili na 5 ili više međunarodnih trofeja. Sva tri kluba su u prvih deset najuspješnijih momčadi u europskom nogometu u pogledu na osvojene europske trofeje. U sezoni 2005./06. Barça je osvojila Ligu prvaka, a Sevilla, Kup UEFA.
Primera División je trenutno prva u UEFA-inoj ljestvici europskih liga na temelju njihovih nastupa u europskim natjecanjima tijekom petogodišnjeg razdoblja, ispred engleske Premier Lige, talijanske, Serie A. U sezoni 2005./06. prosječna posjećenost nogometnih stadiona, u utakmicama La Lige bilo je 29.029 ljudi. U profesionalnim nogometnim ligama, Primera División se nalazi na trećem mjestu po posjetnji stadiona, iza Bundeslige i Premier Lige.

## Format natjecanja
Tijekom sezone, koja traje od kolovoza do svibnja, svaki klub igra dvaput s ostalim momčadima, jednom kod kuće i jednom u gostima. Igra se ukupno 38 kola. Za pobjedu momčad dobiva tri boda, jedan bod se dobiva za neriješen ishod, dok se za poraz ne dobiva nijedan bod. Momčadi se rangiraju prema broju bodova, momčad koja na kraju sezone sakupi najviše bodove postaje prvak. Ako klubovi imaju isti broj bodova, tada međusobni ogled ta dva kluba odlučuje mjesto na tablici. 
Na kraju sezone, tri posljednjeplasirane momčadi La Lige ispadaju u Segundu Division, dok prve tri momčadi Segunde dobivaju priliku da se plasiraju u viši rang, odnosno u La Ligu. 

### Kvalifikacije za europska natjecanja
Četiri prvoplasirane ekipe La Lige kvalificiraju se u Ligu prvaka, odnosno prve dvije ekipe ulaze izravno u to natjecanje, dok se treća i četvrta ekipa kvalificiraju za 3. pretkolo Lige prvaka. Peta i šesta momčad lige, plasiraju se u Kup UEFA.
Od kvalifikacija za Ligu prvaka 2009., dolazi do malih izmjena, prve tri ekipe La Lige izravno ulaze u Ligu prvaka, dok četvrta momčad igra u kvalifikacijama, odnosno 3. pretkolu Lige prvaka. Mjenja se i natjecanje Kupa UEFA koje dobiva novo ime Europska liga, te peta i šesta momčad La Lige se kvalificiraju za četvrto, odnosno treće kvalifikacijsko kolo.

## Timovi sezone 2021./22.
- Deportivo Alavés
- Athletic Bilbao
- Club Atlético de Madrid
- Fútbol Club Barcelona
- Cádiz Club de Fútbol
- Real Club Celta de Vigo
- Elche Club de Fútbol
- Espanyol de Barcelona
- Getafe Club de Fútbol
- Granada Club de Fútbol
- Levante Unión Deportiva
- Club Atlético Osasuna
- RCD Mallorca
- Real Betis Balompié
- Real Madrid Club de Fútbol
- Real Sociedad de Fútbol
- Sevilla Fútbol Club
- Valencia Club de Fútbol
- Rayo Vallecano
- Villarreal Club de Fútbol

## Povijest

### Osnutak
U travnju 1927. godine Jose Maria Acha, direktor nogometnog kluba Arenas Club de Getxo, predlaže osnivanje španjolske nogometne lige. Nakon dugih pregovora o veličini lige i klubova koji bi trebali nastupati u njoj, Španjolski nogometni savez 1928. godine donosi popis od deset klubova koji ce nastupati u La Ligi. FC Barcelona, Real Madrid, Athletic Bilbao, Real Sociedad, Arenas Club de Getxo i Real Unión su izabrani kao prijašnji pobjednici Copa del Rey. Atlético Madrid, RCD Espanyol i CE Europa kao prijašnji sudionici finala Copa del Rey i Racing Santander. Samo tri utemeljiteljska kluba do sada nikad nisu ispala u niži rang natjecanja, to su Real Madrid, FC Barcelona i Athletic Bilbao.

## Pobjednici
| Sezona        | Prvak                                        | Drugo mjesto                                 | Treće mjesto                                 |
| ------------- | -------------------------------------------- | -------------------------------------------- | -------------------------------------------- |
|               |                                              |                                              |                                              |
| 1929.         | FC Barcelona                                 | Real Madrid                                  | Athletic Bilbao                              |
| 1929./30.     | Athletic Bilbao                              | FC Barcelona                                 | Arenas Club de Getxo                         |
| 1930./31.     | Athletic Bilbao                              | Racing de Santander                          | Real Sociedad                                |
| 1931./32.     | Real Madrid                                  | Athletic Bilbao                              | FC Barcelona                                 |
| 1932./33.     | Real Madrid                                  | Athletic Bilbao                              | CE Espanyol                                  |
| 1933./34.     | Athletic Bilbao                              | Real Madrid                                  | Racing de Santander                          |
| 1934./35.     | Real Betis                                   | Real Madrid                                  | Oviedo CF                                    |
| 1935./36.     | Athletic Bilbao                              | Real Madrid                                  | Oviedo CF                                    |
| 1936. – 1939. | Nije igrano zbog Španjolskog građanskog rata | Nije igrano zbog Španjolskog građanskog rata | Nije igrano zbog Španjolskog građanskog rata |
| 1939./40.     | Atlético Aviacion                            | Sevilla FC                                   | Athletic Bilbao                              |
| 1940./41.     | Atlético Aviacion                            | Athletic Bilbao                              | Valencia CF                                  |
| 1941./42.     | Valencia CF                                  | Real Madrid                                  | Atlético Aviacion                            |
| 1942./43.     | Athletic Bilbao                              | Sevilla FC                                   | FC Barcelona                                 |
| 1943./44.     | Valencia CF                                  | Atlético Aviacion                            | Sevilla FC                                   |
| 1944./45.     | FC Barcelona                                 | Real Madrid                                  | Atlético Aviacion                            |
| 1945./46.     | Sevilla FC                                   | FC Barcelona                                 | Athletic Bilbao                              |
| 1946./47.     | Valencia CF                                  | Athletic Bilbao                              | Atlético Aviacion                            |
| 1947./48.     | FC Barcelona                                 | Valencia CF                                  | Atlético de Madrid                           |
| 1948./49.     | FC Barcelona                                 | Valencia CF                                  | Real Madrid                                  |
| 1949./50.     | Atlético de Madrid                           | Deportivo de La Coruña                       | Valencia CF                                  |
| 1950./51.     | Atlético de Madrid                           | Sevilla FC                                   | Valencia CF                                  |
| 1951./52.     | FC Barcelona                                 | Athletic Bilbao                              | Real Madrid                                  |
| 1952./53.     | FC Barcelona                                 | Valencia CF                                  | Real Madrid                                  |
| 1953./54.     | Real Madrid                                  | FC Barcelona                                 | Valencia CF                                  |
| 1954./55.     | Real Madrid                                  | FC Barcelona                                 | Athletic Bilbao                              |
| 1955./56.     | Athletic Bilbao                              | FC Barcelona                                 | Real Madrid                                  |
| 1956./57.     | Real Madrid                                  | Sevilla FC                                   | FC Barcelona                                 |
| 1957./58.     | Real Madrid                                  | Atlético Madrid                              | FC Barcelona                                 |
| 1958./59.     | FC Barcelona                                 | Real Madrid                                  | Athletic Bilbao                              |
| 1959./60.     | FC Barcelona                                 | Real Madrid                                  | Athletic Bilbao                              |
| 1960./61.     | Real Madrid                                  | Atlético de Madrid                           | FC Barcelona                                 |
| 1961./62.     | Real Madrid                                  | FC Barcelona                                 | Atlético de Madrid                           |
| 1962./63.     | Real Madrid                                  | Atlético de Madrid                           | Real Oviedo                                  |
| 1963./64.     | Real Madrid                                  | FC Barcelona                                 | Real Betis                                   |
| 1964./65.     | Real Madrid                                  | Atlético de Madrid                           | Real Zaragoza                                |
| 1965./66.     | Atlético de Madrid                           | Real Madrid                                  | FC Barcelona                                 |
| 1966./67.     | Real Madrid                                  | FC Barcelona                                 | RCD Espanyol                                 |
| 1967./68.     | Real Madrid                                  | FC Barcelona                                 | UD Las Palmas                                |
| 1968./69.     | Real Madrid                                  | UD Las Palmas                                | FC Barcelona                                 |
| 1969./70.     | Atlético de Madrid                           | Athletic Bilbao                              | Sevilla FC                                   |
| 1970./71.     | Valencia CF                                  | FC Barcelona                                 | Atlético de Madrid                           |
| 1971./72.     | Real Madrid                                  | Valencia CF                                  | FC Barcelona                                 |
| 1972./73.     | Atlético de Madrid                           | FC Barcelona                                 | RCD Espanyol                                 |
| 1973./74.     | FC Barcelona                                 | Atlético de Madrid                           | Real Zaragoza                                |
| 1974./75.     | Real Madrid                                  | Real Zaragoza                                | FC Barcelona                                 |
| 1975./76.     | Real Madrid                                  | FC Barcelona                                 | Atlético de Madrid                           |
| 1976./77.     | Atlético de Madrid                           | FC Barcelona                                 | Athletic Bilbao                              |
| 1977./78.     | Real Madrid                                  | FC Barcelona                                 | Athletic Bilbao                              |
| 1978./79.     | Real Madrid                                  | Sporting de Gijón                            | Atlético de Madrid                           |
| 1979./80.     | Real Madrid                                  | Real Sociedad                                | Sporting de Gijón                            |
| 1980./81.     | Real Sociedad                                | Real Madrid                                  | Atlético de Madrid                           |
| 1981./82.     | Real Sociedad                                | FC Barcelona                                 | Real Madrid                                  |
| 1982./83.     | Athletic Bilbao                              | Real Madrid                                  | Atlético de Madrid                           |
| 1983./84.     | Athletic Bilbao                              | Real Madrid                                  | FC Barcelona                                 |
| 1984./85.     | FC Barcelona                                 | Atlético de Madrid                           | Athletic Bilbao                              |
| 1985./86.     | Real Madrid                                  | FC Barcelona                                 | Athletic Bilbao                              |
| 1986./87.     | Real Madrid                                  | FC Barcelona                                 | RCD Espanyol                                 |
| 1987./88.     | Real Madrid                                  | Real Sociedad                                | Atlético de Madrid                           |
| 1988./89.     | Real Madrid                                  | FC Barcelona                                 | Valencia CF                                  |
| 1989./90.     | Real Madrid                                  | Valencia CF                                  | FC Barcelona                                 |
| 1990./91.     | FC Barcelona                                 | Atlético de Madrid                           | Real Madrid                                  |
| 1991./92.     | FC Barcelona                                 | Real Madrid                                  | Atlético de Madrid                           |
| 1992./93.     | FC Barcelona                                 | Real Madrid                                  | Deportivo de La Coruña                       |
| 1993./94.     | FC Barcelona                                 | Deportivo de La Coruña                       | Real Zaragoza                                |
| 1994./95.     | Real Madrid                                  | Deportivo de La Coruña                       | Real Betis                                   |
| 1995./96.     | Atlético de Madrid                           | Valencia CF                                  | FC Barcelona                                 |
| 1996./97.     | Real Madrid                                  | FC Barcelona                                 | Deportivo de La Coruña                       |
| 1997./98.     | FC Barcelona                                 | Athletic Bilbao                              | Real Sociedad                                |
| 1998./99.     | FC Barcelona                                 | Real Madrid                                  | Real Mallorca                                |
| 1999./00.     | Deportivo de La Coruña                       | FC Barcelona                                 | Valencia CF                                  |
| 2000./01.     | Real Madrid                                  | Deportivo de La Coruña                       | Real Mallorca                                |
| 2001./02.     | Valencia CF                                  | Deportivo de La Coruña                       | Real Madrid                                  |
| 2002./03.     | Real Madrid                                  | Real Sociedad                                | Deportivo de La Coruña                       |
| 2003./04.     | Valencia CF                                  | FC Barcelona                                 | Deportivo de La Coruña                       |
| 2004./05.     | FC Barcelona                                 | Real Madrid                                  | Villarreal CF                                |
| 2005./06.     | FC Barcelona                                 | Real Madrid                                  | Valencia CF                                  |
| 2006./07.     | Real Madrid                                  | FC Barcelona                                 | Sevilla FC                                   |
| 2007./08.     | Real Madrid                                  | Villarreal                                   | Barcelona                                    |
| 2008./09.     | Barcelona                                    | Real Madrid                                  | Sevilla                                      |
| 2009./10.     | Barcelona                                    | Real Madrid                                  | Valencia                                     |
| 2010./11.     | Barcelona                                    | Real Madrid                                  | Valencia                                     |
| 2011./12.     | Real Madrid                                  | Barcelona                                    | Valencia                                     |
| 2012./13.     | Barcelona                                    | Real Madrid                                  | Atlético Madrid                              |
| 2013./14.     | Atlético Madrid                              | Barcelona                                    | Real Madrid                                  |
| 2014./15.     | Barcelona                                    | Real Madrid                                  | Atlético Madrid                              |
| 2015./16.     | Barcelona                                    | Real Madrid                                  | Atlético Madrid                              |
| 2016./17.     | Real Madrid                                  | Barcelona                                    | Atlético Madrid                              |
| 2017./18.     | Barcelona                                    | Atlético Madrid                              | Real Madrid                                  |
| 2018./19.     | Barcelona                                    | Atlético Madrid                              | Real Madrid                                  |
| 2019./20.     | Real Madrid                                  | Barcelona                                    | Atlético Madrid                              |
| 2020./21.     | Atlético Madrid                              | Real Madrid                                  | Barcelona                                    |
| 2021./22.     | Real Madrid                                  | Barcelona                                    | Atlético Madrid                              |
| 2022./23.     | Barcelona                                    | Real Madrid                                  | Atlético Madrid                              |
| 2023./24.     | Real Madrid                                  | Barcelona                                    | Girona                                       |
| 2024./25.     | Barcelona                                    | Real Madrid                                  | Atlético Madrid                              |

### Uspješnost klubova
| Klub                   | Prvaci | Drugoplasirani | Prvaci u sezoni |
| ---------------------- | ------ | -------------- | --- |
| Real Madrid C.F.       | 36     | 26             | 1931./32., 1932./33., 1953./54., 1954./55., 1956./57., 1957./58., 1960./61., 1961./62., 1962./63., 1963./64., 1964./65., 1966./67., 1967./68., 1968./69., 1971./72., 1974./75., 1975./76., 1977./78., 1978./79., 1979./80., 1985./86., 1986./87., 1987./88., 1988./89., 1989./90., 1994./95., 1996./97., 2000./01., 2002./03., 2006./07., 2007./08., 2011./12., 2016./17., 2019./20., 2021./22., 2023./24. |
| FC Barcelona           | 28     | 28             | 1928./29., 1944./45., 1947./48., 1948./49., 1951./52., 1952./53., 1958./59., 1959./60., 1973./74., 1984./85., 1990./91., 1991./92., 1992./93., 1993./94., 1997./98., 1998./99., 2004./05., 2005./06., 2008./09., 2009./10., 2010./11., 2012./13., 2014./15., 2015./16., 2017./18., 2018./19., 2022./23., 2024./25.                                                                                         |
| Atlético Madrid        | 11     | 10             | 1939./40., 1940./41., 1949./50., 1950./51., 1965./66., 1969./70., 1972./73., 1976./77., 1995./96., 2013./14., 2020./21. |
| Athletic Bilbao        | 8      | 7              | 1929./30., 1930./31., 1933./34., 1935./36., 1942./43., 1955./56., 1982./83., 1983./84. |
| Valencia C.F.          | 6      | 6              | 1941./42., 1943./44., 1946./47., 1970./71., 2001./02., 2003./04. |
| Real Sociedad          | 2      | 3              | 1980./81., 1981./82. |
| Deportivo de La Coruña | 1      | 5              | 1999./00. |
| Sevilla F.C.           | 1      | 4              | 1945./46. |
| Real Betis             | 1      | 0              | 1934./35. |
| Villarreal CF          | 0      | 1              | |

## Vječna lista 10 najboljih strijelaca
Ažurirano 19. srpnja 2020.
| Mjesto | Država | Ime                | Godine igranja | Zgoditaka | Nastupi | Zgoditaka po utakmici |
| ------ | ------ | ------------------ | -------------- | --------- | ------- | --------------------- |
| 1.     |        | Lionel Messi       | 2004.–2021     | 474       | 520     | 0.91                  |
| 2.     |        | Cristiano Ronaldo  | 2009. – 2018.  | 311       | 292     | 1.07                  |
| 3.     |        | Telmo Zarra        | 1940. – 1955.  | 251       | 278     | 0.90                  |
| 4.     |        | Hugo Sánchez       | 1981. – 1994.  | 234       | 347     | 0.67                  |
| 5.     |        | Raúl               | 1994. – 2010.  | 228       | 550     | 0.41                  |
| 6.     |        | Alfredo Di Stéfano | 1953. – 1966.  | 227       | 329     | 0.69                  |
| 7.     |        | César Rodríguez    | 1939. – 1955.  | 223       | 353     | 0.64                  |
| 8.     |        | Quini              | 1970. – 1987.  | 219       | 448     | 0.49                  |
| 9.     |        | Pahiño             | 1943. – 1956.  | 210       | 278     | 0.76                  |
| 10.    |        | Edmundo Suárez     | 1939. – 1950.  | 195       | 231     | 0.84                  |

## Vanjske poveznice
- Službena stranica

| La Liga 2024./25. | La Liga 2024./25. |
| --- | ----------------- |
| |                   |
| Alavés • Athletic Bilbao • Atlético Madrid • Barcelona • Celta de Vigo • Espanyol • Getafe • Girona • Las Palmas • Leganés • Mallorca • Osasuna • Rayo Vallecano • Real Betis • Real Madrid • Real Sociedad • Sevilla • Valencia • Valladolid • Villarreal |                   |

| La Liga 2024./25. | La Liga 2024./25. |
| --- | ----------------- |
| |                   |
| Alavés • Athletic Bilbao • Atlético Madrid • Barcelona • Celta de Vigo • Espanyol • Getafe • Girona • Las Palmas • Leganés • Mallorca • Osasuna • Rayo Vallecano • Real Betis • Real Madrid • Real Sociedad • Sevilla • Valencia • Valladolid • Villarreal |                   |

| Sezone La Lige | Sezone La Lige |
| --- | -------------- |
| |                |
| 1929. • 1929./30. • 1930./31. • 1931./32. • 1932./33. • 1933./34. • 1934./35. • 1935./36. • 1939./40. • 1940./41. • 1941./42. • 1942./43. • 1943./44. • 1944./45. • 1945./46. • 1946./47. • 1947./48. • 1948./49. • 1949./50. • 1950./51. • 1951./52. • 1952./53. • 1953./54. • 1954./55. • 1955./56. • 1956./57. • 1957./58. • 1958./59. • 1959./60. • 1960./61. • 1961./62. • 1962./63. • 1963./64. • 1964./65. • 1965./66. • 1966./67. • 1967./68. • 1968./69. • 1969./70. • 1970./71. • 1971./72. • 1972./73. • 1973./74. • 1974./75. • 1975./76. • 1976./77. • 1977./78. • 1978./79. • 1979./80. • 1980./81. • 1981./82. • 1982./83. • 1983./84. • 1984./85. • 1985./86. • 1986./87. • 1987./88. • 1988./89. • 1989./90. • 1990./91. • 1991./92. • 1992./93. • 1993./94. • 1994./95. • 1995./96. • 1996./97. • 1997./98. • 1998./99. • 1999./00. • 2000./01. • 2001./02. • 2002./03. • 2003./04. • 2004./05. • 2005./06. • 2006./07. • 2007./08. • 2008./09. • 2009./10. • 2010./11. • 2011./12. • 2012./13. • 2013./14. • 2014./15. • 2015./16. • 2016./17. • 2017./18. • 2018./19. • 2019./20. • 2020./21. • 2021./22. • 2022./23. • 2023./24. • |                |

| Sezone La Lige | Sezone La Lige |
| --- | -------------- |
| |                |
| 1929. • 1929./30. • 1930./31. • 1931./32. • 1932./33. • 1933./34. • 1934./35. • 1935./36. • 1939./40. • 1940./41. • 1941./42. • 1942./43. • 1943./44. • 1944./45. • 1945./46. • 1946./47. • 1947./48. • 1948./49. • 1949./50. • 1950./51. • 1951./52. • 1952./53. • 1953./54. • 1954./55. • 1955./56. • 1956./57. • 1957./58. • 1958./59. • 1959./60. • 1960./61. • 1961./62. • 1962./63. • 1963./64. • 1964./65. • 1965./66. • 1966./67. • 1967./68. • 1968./69. • 1969./70. • 1970./71. • 1971./72. • 1972./73. • 1973./74. • 1974./75. • 1975./76. • 1976./77. • 1977./78. • 1978./79. • 1979./80. • 1980./81. • 1981./82. • 1982./83. • 1983./84. • 1984./85. • 1985./86. • 1986./87. • 1987./88. • 1988./89. • 1989./90. • 1990./91. • 1991./92. • 1992./93. • 1993./94. • 1994./95. • 1995./96. • 1996./97. • 1997./98. • 1998./99. • 1999./00. • 2000./01. • 2001./02. • 2002./03. • 2003./04. • 2004./05. • 2005./06. • 2006./07. • 2007./08. • 2008./09. • 2009./10. • 2010./11. • 2011./12. • 2012./13. • 2013./14. • 2014./15. • 2015./16. • 2016./17. • 2017./18. • 2018./19. • 2019./20. • 2020./21. • 2021./22. • 2022./23. • 2023./24. • |                |

| Europske prve nogometne lige (UEFA) | Europske prve nogometne lige (UEFA) |
| ----------------------------------- | --- |
|                                     | |
| Sadašnje                            | Albanija • Andora • Armenija • Austrija • Azerbajdžan • Belgija • Bjelorusija • Bosna i Herzegovina • Bugarska • Cipar • Crna Gora • Češka • Danska • Engleska • Estonija • Farski otoci • Finska • Francuska • Gibraltar • Grčka • Gruzija • Hrvatska • Irska • Island • Italija • Izrael • Kazahstan • Kosovo • Latvija • Litva • Luksemburg • Mađarska • Malta • Moldavija • Nizozemska • Norveška • Njemačka • Poljska • Portugal • Rumunjska • Rusija • San Marino • Sjeverna Irska • Sjeverna Makedonija • Slovačka • Slovenija • Srbija • Škotska • Španjolska • Švedska • Švicarska • Turska • Ukrajina • Wales |
|                                     | |
| Bivše                               | Čehoslovačka • DR Njemačka • Jugoslavija • Sovjetski savez • Srbija i Crna Gora |

| Europske prve nogometne lige (UEFA) | Europske prve nogometne lige (UEFA) |
| ----------------------------------- | --- |
|                                     | |
| Sadašnje                            | Albanija • Andora • Armenija • Austrija • Azerbajdžan • Belgija • Bjelorusija • Bosna i Herzegovina • Bugarska • Cipar • Crna Gora • Češka • Danska • Engleska • Estonija • Farski otoci • Finska • Francuska • Gibraltar • Grčka • Gruzija • Hrvatska • Irska • Island • Italija • Izrael • Kazahstan • Kosovo • Latvija • Litva • Luksemburg • Mađarska • Malta • Moldavija • Nizozemska • Norveška • Njemačka • Poljska • Portugal • Rumunjska • Rusija • San Marino • Sjeverna Irska • Sjeverna Makedonija • Slovačka • Slovenija • Srbija • Škotska • Španjolska • Švedska • Švicarska • Turska • Ukrajina • Wales |
|                                     | |
| Bivše                               | Čehoslovačka • DR Njemačka • Jugoslavija • Sovjetski savez • Srbija i Crna Gora |

| Nogomet u Španjolskoj                                | Nogomet u Španjolskoj |
| ---------------------------------------------------- | --- |
|                                                      | |
| RFEF                                                 | |
|                                                      | |
| Reprezentacije                                       | Reprezentacija • U-21 |
|                                                      | |
| Ligaška natjecanja                                   | La Liga • Segunda División • Segunda División B (4 divizije) • Tercera División (18 divizija) • Divisiones Regionales • Division de Honor Juvenil (7 divizija) |
|                                                      | |
| Kup natjecanja                                       | Copa del Rey • Copa de la Liga • Supercopa de España • Copa Federación de España • Copa de Campeones Juvenil • Copa del Rey Juvenil                            |
|                                                      | |
| Ostalo                                               | Tablica La Lige svih vremena |
|                                                      | |
| Popis klubova • Popis nogometaša • Strani nogometaši | |

| Nogomet u Španjolskoj                                | Nogomet u Španjolskoj |
| ---------------------------------------------------- | --- |
|                                                      | |
| RFEF                                                 | |
|                                                      | |
| Reprezentacije                                       | Reprezentacija • U-21 |
|                                                      | |
| Ligaška natjecanja                                   | La Liga • Segunda División • Segunda División B (4 divizije) • Tercera División (18 divizija) • Divisiones Regionales • Division de Honor Juvenil (7 divizija) |
|                                                      | |
| Kup natjecanja                                       | Copa del Rey • Copa de la Liga • Supercopa de España • Copa Federación de España • Copa de Campeones Juvenil • Copa del Rey Juvenil                            |
|                                                      | |
| Ostalo                                               | Tablica La Lige svih vremena |
|                                                      | |
| Popis klubova • Popis nogometaša • Strani nogometaši | |

| Španjolska               | Španjolska | Španjolska |
| ------------------------ | --- | ---------- |
|                          | |            |
| Simboli i identitet      | Grb Španjolske • Zastava Španjolske • Marcha Real • Plus ultra |            |
|                          | |            |
| Zemljopis                | Španjolske pokrajine • Španjolske autonomne zajednice • Pirenejski poluotok • Gradovi • Madrid • Španjolska područja u sjevernoj Africi • Balearsko more • Kanari • Baleari • Teide • Klima • Rijeke • Otoci • Planine • Nacionalni parkovi |            |
|                          | |            |
| Povijest                 | Prapovijest Iberijskog poluotoka • Povijest Pirenejskog poluotoka • Iberija • Hispanija • Zapadni Goti • Svevi • Spanija • Al-Andalus • Rekonkvista • Španjolsko kolonijalno carstvo • Španjolska kolonizacija Amerike • Habsburška Španjolska • Rat za španjolsku baštinu • Burbonska Španjolska • Prva španjolska republika • Druga španjolska republika • Španjolski građanski rat • Francova diktatura • Španjolska tranzicija • Povijest Španjolske od 1975. |            |
|                          | |            |
| Politika i gospodarstvo  | Španjolska monarhija • Popis španjolskih vladara • Vlada Španjolske • Predsjednici Vlade • Cortes Generales • Ustav Španjolske • Hrvatsko-španjolski odnosi • Hrvati u Španjolskoj • Oružane snage Španjolske • Gospodarstvo • Promet • Turizam • Popis sveučilišta u Španjolskoj • Putovnica Španjolske • Španjolske eurokovanice • Španjolski nacionalizam |            |
|                          | |            |
| Društvo, kultura i sport | Stanovništvo • Španjolci • Španjolski jezik • Kultura • Umjetnost • Književnost • Cervantes • Arhitektura • Obrazovanje • Religija • Kršćanstvo • Katolička Crkva • Put Svetog Jakova • Svjetska baština u Španjolskoj • Španjolska kuhinja • Španjolska kinematografija • Flamenco • Wikipedija na španjolskom jeziku • Borba s bikovima • Sport • Španjolska na OI • OI 1992. • La Liga • Vuelta a España • Velika nagrada Španjolske • Španjolska nogometna reprezentacija • Španjolska rukometna reprezentacija • Španjolska košarkaška reprezentacija • Španjolska vaterpolska reprezentacija |            |

| Španjolska               | Španjolska | Španjolska |
| ------------------------ | --- | ---------- |
|                          | |            |
| Simboli i identitet      | Grb Španjolske • Zastava Španjolske • Marcha Real • Plus ultra |            |
|                          | |            |
| Zemljopis                | Španjolske pokrajine • Španjolske autonomne zajednice • Pirenejski poluotok • Gradovi • Madrid • Španjolska područja u sjevernoj Africi • Balearsko more • Kanari • Baleari • Teide • Klima • Rijeke • Otoci • Planine • Nacionalni parkovi |            |
|                          | |            |
| Povijest                 | Prapovijest Iberijskog poluotoka • Povijest Pirenejskog poluotoka • Iberija • Hispanija • Zapadni Goti • Svevi • Spanija • Al-Andalus • Rekonkvista • Španjolsko kolonijalno carstvo • Španjolska kolonizacija Amerike • Habsburška Španjolska • Rat za španjolsku baštinu • Burbonska Španjolska • Prva španjolska republika • Druga španjolska republika • Španjolski građanski rat • Francova diktatura • Španjolska tranzicija • Povijest Španjolske od 1975. |            |
|                          | |            |
| Politika i gospodarstvo  | Španjolska monarhija • Popis španjolskih vladara • Vlada Španjolske • Predsjednici Vlade • Cortes Generales • Ustav Španjolske • Hrvatsko-španjolski odnosi • Hrvati u Španjolskoj • Oružane snage Španjolske • Gospodarstvo • Promet • Turizam • Popis sveučilišta u Španjolskoj • Putovnica Španjolske • Španjolske eurokovanice • Španjolski nacionalizam |            |
|                          | |            |
| Društvo, kultura i sport | Stanovništvo • Španjolci • Španjolski jezik • Kultura • Umjetnost • Književnost • Cervantes • Arhitektura • Obrazovanje • Religija • Kršćanstvo • Katolička Crkva • Put Svetog Jakova • Svjetska baština u Španjolskoj • Španjolska kuhinja • Španjolska kinematografija • Flamenco • Wikipedija na španjolskom jeziku • Borba s bikovima • Sport • Španjolska na OI • OI 1992. • La Liga • Vuelta a España • Velika nagrada Španjolske • Španjolska nogometna reprezentacija • Španjolska rukometna reprezentacija • Španjolska košarkaška reprezentacija • Španjolska vaterpolska reprezentacija |            |